# Ladoga stenotaenia
Ladoga stenotaenia är en fjärilsart som beskrevs av Eduard Honrath 1892. Ladoga stenotaenia ingår i släktet Ladoga och familjen praktfjärilar. Inga underarter finns listade i Catalogue of Life.